# Georg Neufeld
Georg Neufeld oder Neuenfeldt (* 18. März 1627 in Danzig; † 2. August 1673 ebenda) war ein deutscher Philosoph und Bibliothekar.

## Leben
Neufeld war Sohn eines Danziger Professors gleichen Namens. Er absolvierte die Danziger Schulen, bevor er an der Universität Wittenberg zum Studium der Philosophie immatrikuliert wurde. Dort erlangte er 1647 den Grad eines Magisters der Philosophie. Zudem studierte er dort Theologie und hielt zumindest eine öffentliche theologische Disputation. Im Jahr 1649 wechselte er an die Universität Jena zum weiteren Studium der Theologie. Mit theologischen Disputationen trat er außerdem 1650 und 1652 an der Universität Königsberg in Erscheinung, an der er sein Studium vollendete.
Neufeld folgte 1653 von der Königsberger Universität einem Ruf an das Danziger akademische Gymnasium. An dieser hochschulgleichen Einrichtung wurde er zum Professor der praktischen Philosophie, der Logik und der Metaphysik ernannt. Außerdem erhielt er in Danzig die Stelle des Bibliothekars an der örtlichen Ratsbibliothek, die später öffentliche Stadtbücherei wurde. Darüber hinaus ist sein Lebensweg weitgehend unbekannt.

## Werke (Auswahl)
- Disquisitio Philosophica exhibens Bigam Positionum Illustrium, Freischmidt, Jena 1650.
- Disputationes politicae quinque ex libris Politicorum juxta Aristotelem excerptae, Rhete, Danzig 1654.
- Oeconomico-politicarum controversiarum trias prima et secunda, Rhete, Danzig 1656.
- Tractatus metaphysicus exhibens Aetiologiam generalem, sive doctrinam de causa in genere, quinq, exercitationibus comprehensam, Rhete, Danzig 1659.
- Disputationum Politicarum, 9 Bände, Rhete, Danzig 1664.